# Ґергард ван Стаден
Ґергард ван Стаден (англ. Gerhard van Staden, нар. 18 жовтня 1984, Південна Африка) — відомий південноафриканський стронгмен. Найвище досягнення — перше місце у 2011 році у змаганні за звання Найсильнішої людини Південної Африки.
Його захоплення стронґменом розпочалося після зустрічі з Ґеррітом Баденгорстом у шкільному віці. У 2015 році переміг у змаганні за звання Найсильнішої людини Африки.

## Власні показники
- Мертве зведення — 410 кґ
- Присідання з вагою — 380 кґ
- Вивага лежачи — 240 кґ